# Eucalliax mcilhenny
Eucalliax mcilhenny is een tienpotigensoort uit de familie van de Callianassidae. De wetenschappelijke naam van de soort is voor het eerst geldig gepubliceerd in 1994 door Felder & Manning.